# Albert Cazajous
Pas d'image ? Cliquez ici

a Compétitions nationales et continentales officielles uniquement.

Albert Cazajous, né le 1er janvier 1889 à Nousty et mort le 13 septembre 1959 à Pau, est un joueur français de rugby à XV ayant joué au poste d'arrière à la Section paloise et au Stadoceste tarbais.

## Biographie
Albert Cazajous débute en équipe première à la Section paloise en 1912. Il dispute cette année-là les demi-finales du championnat de France militaire avec le Stade palois, l'équipe du 18e RI.
Cazajous rejoint ensuite les rivaux de l'Ours du Stadoceste tarbais. Cazajous est finaliste du championnat de France en 1914.

## Palmarès
- Finaliste du championnat de France en 1914